# Myospila matogrossensis
Myospila matogrossensis este o specie de muște din genul Myospila, familia Muscidae, descrisă de Márcia Souto Couri și Guilherme A.M.Lopes în anul 1988. Conform Catalogue of Life specia Myospila matogrossensis nu are subspecii cunoscute.